# Lionel Marceny
Lionel Marceny (né le 17 juillet 1974 à Saint-Joseph) est un athlète français, spécialiste des épreuves combinées.

## Biographie
Il est sacré champion de France du décathlon en 1997 à Fort-de-France.
Il remporte le titre par équipes lors de la coupe d'Europe des épreuves combinées 2000.